# METAL MONSTER
『METAL MONSTER』（メタル・モンスター）は、SEX MACHINEGUNSの11枚目のスタジオ・アルバム。

## 概要
前作『LOVE GAMES』以来、約1年2ヶ月ぶりとなるオリジナル・アルバム。
先行シングル「メタル経理マン」や、マグロ資源の減少を憂う「BLACK MAGURO」、ひたすらコアラの可愛さを説く「コアラちゃん」、婚活ブームに一石を投じる「婚活 of death」など全10曲を収録している。

## 収録曲
（全作詞・作曲・編曲：SEX MACHINEGUNS）
1. メタル経理マン
2. METAL MONSTER
3. アマゾン
4. BLACK MAGURO
5. コアラちゃん
6. MIDNIGHT RADIO
7. 婚活 of death
8. バリカン
9. 白金マダム
10. 情熱の炎